# José España Lledó
José España Lledó (Granada, 1848-Madrid, 1901) fue un político, historiador, filósofo, publicista y profesor español.

## Biografía
Nacido el 2 de octubre de 1848 en Granada, obtuvo por oposición a los veinticinco años de edad la cátedra de Geografía e Historia del Instituto de Jerez de la Frontera, de donde pasó por concurso, al poco tiempo, a explicar Metafísica en la Universidad de Granada. Publicista, orador y polemista, fue catedrático de Lógica fundamental en la Universidad de Granada y diputado a Cortes por el distrito de Órgiva, además de alcalde de Granada. Era descrito en la prensa periódica como «uno de los esforzados paladines de la Filosofía escolástica en España». Falleció en Madrid, en el hotel de las Cuatro Naciones, donde se encontraba hospedado, el 2 de septiembre de 1901. Entre sus obras se contaron una Historia de España y un Compendio de historia universal.